# Episodi di ABC Afterschool Specials (settima stagione)
La settima stagione della serie televisiva ABC Afterschool Specials è stata trasmessa in anteprima negli Stati Uniti d'America dalla ABC dal 27 settembre 1978 al 9 maggio 1979.
In Italia la serie è inedita.
| nº | Titolo originale           | Titolo italiano | Prima TV USA      | Prima TV Italia |
| -- | -------------------------- | --------------- | ----------------- | --------------- |
| 1  | One of a Kind              |                 | 27 settembre 1978 |                 |
| 2  | A Home Run For Love        |                 | 11 ottobre 1978   |                 |
| 3  | Gaucho                     |                 | 25 ottobre 1978   |                 |
| 4  | Dinky Hocker               |                 | 12 dicembre 1978  |                 |
| 5  | Make Believe Marriage      |                 | 14 febbraio 1979  |                 |
| 6  | The Terrible Secret        |                 | 5 marzo 1979      |                 |
| 7  | Seven Wishes of a Rich Kid |                 | 9 maggio 1979     |                 |